# Meridià 136 a l'oest
El meridià 136 a l'oest de Greenwich és una línia de longitud que s'estén des del pol Nord travessant l'oceà Àrtic, Amèrica del Nord, l'oceà Pacífic, l'oceà Antàrtic, i l'Antàrtida fins al pol Sud.
El meridià 136 a l'oest forma un cercle màxim amb el meridià 44 a l'est. Com tots els altres meridians, la seva longitud correspon a una semicircumferència terrestre, uns 20.003,932 km. Al nivell de l'Equador, és a una distància del meridià de Greenwich de 15.139 km.

## De Pol a Pol
Començant en el pol Nord i dirigint-se cap al pol Sud, aquest meridià travessa:
| Coordenades                               | País, territori o mar | Notes |
| ----------------------------------------- | --------------------- | --- |
| 90° 0′ N, 136° 0′ O / 90.000°N,136.000°O  | Oceà Àrtic            | |
| 74° 24′ N, 136° 0′ O / 74.400°N,136.000°O | Mar de Beaufort       | |
| 69° 11′ N, 136° 0′ O / 69.183°N,136.000°O | Canadà                | Territoris del Nord-oest Yukon — des de 67° 0′ N, 136° 0′ O / 67.000°N,136.000°O Colúmbia Britànica — des de 60° 0′ N, 136° 0′ O / 60.000°N,136.000°O                                                      |
| 59° 40′ N, 136° 0′ O / 59.667°N,136.000°O | Estats Units          | Alaska |
| 58° 45′ N, 136° 0′ O / 58.750°N,136.000°O | Badia de les Geleres  | |
| 58° 11′ N, 136° 0′ O / 58.183°N,136.000°O | Estats Units          | Alaska — illa de Chichagof |
| 57° 30′ S, 136° 0′ O / 57.500°S,136.000°O | Oceà Pacífic          | Passa a l'oest de l'illa Kruzof, Alaska, Estats Units (a 57° 13′ N, 135° 52′ O / 57.217°N,135.867°O) · Passa a l'est de l'atol Maria Est, Polinèsia Francesa (a 22° 0′ S, 136° 10′ O / 22.000°S,136.167°O) |
| 60° 0′ S, 136° 0′ O / 60.000°S,136.000°O  | Oceà Antàrtic         | |
| 74° 39′ S, 136° 0′ O / 74.650°S,136.000°O | Antàrtida             | Territori no reclamat |